# Philip Stainton
Philip Stainton, född 9 april 1908 i King's Norton, West Midlands, död 1 augusti 1961 i Melbourne, Australien, var en brittisk skådespelare.

## Rollista i urval
- 1949 – Blå lagunen
- 1950 – Biljett till Burgund
- 1952 – Hans vilda fru
- 1953 – Allt kan hända i Paris
- 1953 – Mogambo
- 1954 – Vad kvinnan vill
- 1955 – Ladykillers
- 1955 – Privatdeckar'n
- 1956 – Han gav sig aldrig
- 1956 – Moby Dick